# Barbula princeps
Barbula princeps là một loài rêu trong họ Pottiaceae. Loài này được (De Not.) Müll. Hal. mô tả khoa học đầu tiên năm 1849.